# HD 191984
HD 191984 è una stella bianco-azzurra di sequenza principale di magnitudine 6,27 situata nella costellazione dell'Aquila. Dista 562 anni luce dal sistema solare.

## Osservazione
Si tratta di una stella situata nell'emisfero celeste boreale, ma molto in prossimità dell'equatore celeste; ciò comporta che possa essere osservata da tutte le regioni abitate della Terra senza alcuna difficoltà e che sia invisibile soltanto nelle aree più interne del continente antartico. Nell'emisfero nord invece appare circumpolare solo molto oltre il circolo polare artico. Essendo di magnitudine pari a 6,3, non è osservabile ad occhio nudo; per poterla scorgere è sufficiente comunque anche un binocolo di piccole dimensioni, a patto di avere a disposizione un cielo buio.
Il periodo migliore per la sua osservazione nel cielo serale ricade nei mesi compresi fra fine giugno e novembre; da entrambi gli emisferi il periodo di visibilità rimane indicativamente lo stesso, grazie alla posizione della stella non lontana dall'equatore celeste.

## Caratteristiche fisiche
La stella è una stella bianco-azzurra di sequenza principale; 85 volte più luminosa del Sole è leggermente più ricca di metalli della nostra stella (Fe/H=0,11). Possiede una magnitudine assoluta di 0,33 e la sua velocità radiale negativa indica che la stella si sta avvicinando al sistema solare.